# 欧洲和北美地区世界遗产列表
欧洲和北美地区世界遗产列表目前列出50个国家的世界遗产。由于联合国教科文组织根据文化圈进行区域划分，此处的欧洲国家还包括地跨欧亚两洲的俄罗斯和土耳其，以及位于西亚的塞浦路斯、以色列和外高加索三国。而此处的“北美”指美洲除拉美以外的“北美地区”，而不是自然地理上的“北美洲”。
在这个列表中，文代表文化遗产，自代表自然遗产，自文代表双重遗产。
国家依联合国教科文组织官方的世界遗产列表 （页面存档备份，存于）顺序排列，基本上按照国家英文／法文名称的首字母排列；個別国家的遗产项目按照列入世界遗产的时间顺序排列,但由于官方列表的排列顺序时有变化，所以可能与官方排列顺序不一致。
说明：依照联合国教科文组织的划分 （页面存档备份，存于），世界遗产所在地区共分为五类：
- 非洲（Afrique/Africa）
- 亚洲和太平洋地区（Asie et pacifique/Asia and the Pacific）
- 阿拉伯国家（États arabes/Arab States）
- 欧洲和北美地区（Europe et Amérique du nord/Europe and North America）
- 拉丁美洲和加勒比地区（Amérique latine et Caraïbes/Latin America and the Caribbean）

本列表显示的是其中欧洲和北美地区类别下的世界遗产。
备注：喀爾巴阡山脈及歐洲其他地區的原始山毛櫸林由斯洛伐克、烏克蘭、德國、阿爾巴尼亞、奧地利、比利時、保加利亞、克羅埃西亞、羅馬尼亞、斯洛維尼亞、西班牙、義大利、波黑、捷克、瑞士、北马其顿、法国、波兰共18國擁有，本列表不一一标明。

## 阿尔巴尼亚（3项）
2项文化遗产
- 布特林特（文，1992年，1999年）
- 吉诺卡斯特和培拉特历史中心（文，2005年，2008年）

1项自然遗产
（其中1項由18国共有）
- 喀爾巴阡山脈及欧洲其他地区的原始山毛櫸林（自，2017年，2021年扩展，由18国共有）

## 安道尔（1项）
1项文化遗产
- 马德留-佩拉菲塔-克拉罗尔谷（文，2004年，2006年）

## 亞美尼亞（3項）
3項文化遺產
- 哈格帕特修道院和薩那欣修道院（文，1996年，2000年）
- 埃奇米阿津教堂與兹瓦尔特诺茨考古遗址（文，2000年）
- 格加爾德的隱修院和上阿扎特山谷（文，2000年）

## 奥地利（11项）
10项文化遗产
（其中1项与匈牙利共有，1项与瑞士、法国、德国、意大利、斯洛文尼亚共有，一项与法国、德国、意大利、英国、捷克、比利时共有）
- 萨尔茨堡城历史中心（文，1996年）
- 美泉宫和花园（文，1996年）
- 哈尔施塔特－达赫施泰因的萨尔茨卡默古特文化景观（文，1997年）
- 塞默灵铁路（文，1998年）
- 格拉茨城——历史中心和埃根博格城堡（文，1999年，2010年）
- 瓦豪文化景观（文，2000年）
- 维也纳历史中心（文，2001年）
- 费尔特湖／新锡德尔湖文化景观（文，2001年，与匈牙利共有）
- 阿尔卑斯地区史前湖岸木桩建筑（文，2011年，与瑞士、法国、德国、意大利、斯洛文尼亚共有）
- 欧洲温泉疗养胜地（文，2021年，与法国、德国、意大利、英国、捷克、比利时共有）

1项自然遗产
（其中1項与由18国共有）
- 喀爾巴阡山脈及欧洲其他地区的原始山毛櫸林（自，2017年，2021年扩展，由18国共有）

## （5项）
4項文化遺產
- 城牆圍繞的巴庫城（英语：Old City (Baku)）及其希尔万沙宫殿和少女塔（文，2000年）
- 戈布斯坦岩石艺术文化景观（文，2007年）
- 舍基历史中心及汗王宫殿（文，2019年）
- 希纳利格人（英语：Khinalug）文化景观和移牧路线（文，2023年）

1项自然遗产
（与伊朗共有）
- 希尔卡尼亚森林（自，2023年扩展，与伊朗共有）

## 白俄羅斯（4项）
3项文化遗产
（其中1项与波兰共有，1项与爱沙尼亚、芬兰、拉脱维亚、立陶宛、挪威、摩尔多瓦、俄罗斯、瑞典、乌克兰共有）
- 米尔城堡建筑群（文，2000年）
- 斯特鲁维测地弧（文，2005年，与爱沙尼亚、芬兰、拉脱维亚、立陶宛、挪威、摩尔多瓦、俄罗斯、瑞典、乌克兰共有）
- 涅斯维日的拉济维乌家族的建筑、居住和文化建筑群（文，2005年）

1项自然遗产
- 别洛韦日斯卡亚原始森林／比亚沃维耶扎森林（自，1979年，1992年）

## 比利时（16项）
15项文化遗产
（其中1项与法国共有，1项与法国、瑞士、日本、德国、阿根廷、印度共有，1项与法国、德国、意大利、英国、捷克、奥地利共有，1项与荷兰共有）
- 佛兰德的贝居安会院（文，1998年）
- 拉卢维耶尔和勒罗尔克斯中央运河上的四座船舶吊车（艾诺）（文，1998年）
- 布鲁塞尔大广场（文，1998年）
- 比利时和法国的钟楼（文，1999年，2005年）
- 建筑师维克多·奥塔的主要城市住宅（文，2000年）
- 斯皮耶纳的新石器时代燧石矿（蒙斯）（文，2000年）
- 图尔奈的圣母主教座堂（文，2000年）
- 布鲁日历史中心（文，2000年）
- 普朗坦-莫雷图斯住宅-工坊-博物馆综合体（文，2005年）
- 斯托克雷特宫（文，2009年）
- 瓦隆主要矿业遗址（文，2012年）
- 勒·柯布西耶的建筑作品（文，2016年，与法国、瑞士、日本、德国、阿根廷、印度共有）
- 欧洲温泉疗养胜地（文，2021年，与法国、德国、意大利、英国、捷克、奥地利共有）
- 慈善定居点（文，2021年，与荷兰共有）
- 第一次世界大战（西线）的墓葬和纪念遗址（文，2023年，与法国共有）

1项自然遗产
（其中1項与由18国共有）
- 喀爾巴阡山脈及欧洲其他地区的原始山毛櫸林（自，2017年，2021年扩展，由18国共有）

## （5项）
3项文化遗产
（其中1項與克羅地亞、蒙特內哥羅、塞爾維亞共有）
- 莫斯塔尔老城的老桥及周边地区（文，2005年）
- 维舍格勒的穆罕默德·帕夏·索科洛维奇桥（文，2007年）
- 斯特茨奇中世紀墓葬群（文，2016年，與克羅地亞、蒙特內哥羅、塞爾維亞共有）

2项自然遗产
（其中1項与由18国共有）
- 喀爾巴阡山脈及欧洲其他地区的原始山毛櫸林（自，2021年，由18国共有）
- 拉夫诺的岩溶风洞（英语：Vjetrenica Cave）（自，2024年）

## 保加利亚（10项）
7项文化遗产
- 博雅纳教堂（文，1979年）
- 马达拉骑士（文，1979年）
- 卡赞勒克的色雷斯人墓（文，1979年）
- 伊凡诺沃岩洞教堂（文，1979年）
- 里拉修道院（文，1983年）
- 内塞伯尔古城（文，1983年）
- 斯韦什塔里的色雷斯人墓（文，1985年）

3项自然遗产
（其中1項与由18国共有）
- 斯雷伯尔纳自然保护区（自，1983年）
- 皮林国家公园（自，1983年，2010年）
- 喀爾巴阡山脈及欧洲其他地区的原始山毛櫸林（自，2017年，2021年扩展，由18国共有）

## 加拿大（22项）
10项文化遗产
- 兰塞奥兹牧草地国家历史地点（文，1978年）
- 碎頭野牛跳崖（文，1981年）
- 斯冈瓜伊（文，1981年）
- 魁北克历史城区（文，1985年）
- 卢嫩堡老镇（文，1995年）
- 丽多运河（文，2007年）
- 格朗普雷文化景观（文，2012年）
- 紅灣巴斯克捕鯨站（文，2013年）
- 阿伊斯奈皮石刻（英语：Writing-on-Stone Provincial Park）（文，2019年）
- 特朗代克-克朗代克（文，2023年）

11项自然遗产
（其中2项与美国共有） 
- 纳汉尼国家公园（自，1978年）
- 省立恐龙公园（自，1979年）
- 克盧恩/弗蘭格爾-聖伊萊亞斯/冰川灣/塔琴希尼-阿爾塞克（自，1979年，1992年，1994年）（与美国共有）
- 沃特顿-冰川国际和平公园（自，1995年）（与美国共有）
- 伍德布法罗国家公园（自，1983年）
- 加拿大落基山公园群（自，1984年，1990年）
- 格罗莫讷国家公园（自，1987年）
- 米瓜莎国家公园（英语：Miguasha National Park）（自，1999年）
- 乔金斯化石悬崖（自，2008年）
- 迷斯塔肯角（自，2016年）
- 安蒂科斯蒂（自，2023年）

1项双重遗产
- 皮马基奥温阿基（自文，2018年）

## （10项）
8项文化遗产
（其中1項與波斯尼亞和黑塞哥維那、蒙特內哥羅、塞爾維亞共有，1项与意大利、蒙特內哥羅共有）
- 杜布罗夫尼克老城（文，1979年，1994年）
- 斯普利特历史建筑群和戴克里先宫（文，1979年）
- 波雷奇历史中心的尤弗拉西苏斯圣殿主教建筑群（文，1997年）
- 历史名城特罗吉尔（文，1997年）
- 希贝尼克的圣雅各伯主教座堂（文，2000年）
- 斯塔里格勒平原（文，2008年）
- 斯特茨奇中世紀墓葬群（文，2016年，與波斯尼亞和黑塞哥維那、蒙特內哥羅、塞爾維亞共有）
- 15至17世纪威尼斯共和国的防御工事（文，2017年，与意大利、蒙特內哥羅共有）

2项自然遗产
（其中1項由18国共有）
- 普利特维采湖群国家公园（自，1979年，2000年）
- 喀爾巴阡山脈及欧洲其他地区的原始山毛櫸林（自，2017年，2021年扩展，由18国共有）

## 賽普勒斯（3项）
3项文化遗产
- （文，1980年）
- 特罗多斯地区的彩绘教堂（英语：Painted Churches in the Troodos Region）（文，1985年，2001年）
- 乔伊鲁科蒂亚（文，1998年）

## 捷克（17项）
16项文化遗产
（一项与德国共有，一项与法国、德国、意大利、英国、奥地利、比利时共有）
- 布拉格历史中心（文，1992年）
- 捷克克鲁姆洛夫历史中心（文，1992年）
- 泰尔奇历史中心（文，1992年）
- 泽莱纳山的臬玻穆的圣若望朝圣教堂（文，1994年）
- 库特纳霍拉：带圣白芭蕾教堂和塞德莱茨的圣母主教座堂的历史名城中心（文，1995年）
- 萊德尼采-瓦爾季采文化景觀（文，1996年）
- 克罗麦里兹花园和城堡（文，1998年）
- 霍拉索维采古村保护区（文，1998年）
- 利托米什尔城堡（文，1999年）
- 奥洛穆茨三位一体圣柱（文，2000年）
- 布尔诺的图根哈特别墅（文，2001年）
- 特热比奇的犹太人区和圣普罗可比圣殿（文，2003年）
- 厄尔士/克鲁什内山脉矿区（文，2019年，与德国共有）
- 拉贝河畔克拉德鲁比（英语：Kladruby nad Labem）的仪式马车用马繁育与训练景观（文，2019年）
- 欧洲温泉疗养胜地（文，2021年，与法国、德国、意大利、英国、奥地利、比利时共有）
- 扎泰茨与萨兹啤酒花风景（文，2023年）

一项自然遗产
（由18国共有）
- 喀爾巴阡山脈及欧洲其他地区的原始山毛櫸林（自，2021年，由18国共有）

## 丹麦（12项）
8项文化遗产
（其中1项与德国、英国、美国共有）
- 耶灵坟冢、卢恩石和教堂（文，1994年）
- 罗斯基勒主教座堂（文，1995年）
- 克伦堡城堡（文，2000年）
- 摩拉维亚居留区（文，2015年，2024年，与德国、英国、美国共有）
- 北西兰岛的帕尔佛斯狩猎地景观（文，2015年）
- 格陵兰岛库亚塔：冰盖边缘的北欧及因纽特农业（文，2017年，位于属地格陵兰）
- 冰与海之间的因纽特人狩猎场阿斯维斯尤特－尼皮萨特（文，2018年，位于属地格陵兰）
- 维京人环形堡垒（英语：Viking ring fortress）（文，2023年）

4项自然遗产
（其中1项与德国、荷兰共有）
- 伊卢利萨特冰湾（自，2004年，位于属地格陵兰）
- 瓦登海（自，2009年，2014年，与德国、荷兰共有）
- 斯泰温斯崖（自，2014年）
- 默恩崖（自，2025年）

## 爱沙尼亚（2项）
2项文化遗产
（其中1项与白俄罗斯、芬兰、拉脱维亚、立陶宛、挪威、摩尔多瓦、俄罗斯、瑞典、乌克兰共有）
- 塔林历史中心（老城）（文，1997年）
- 斯特鲁维测地弧（文，2005年，与白俄罗斯、芬兰、拉脱维亚、立陶宛、挪威、摩尔多瓦、俄罗斯、瑞典、乌克兰共有）

## 芬兰（7项）
6项文化遗产
（其中1项与白俄罗斯、爱沙尼亚、拉脱维亚、立陶宛、挪威、摩尔多瓦、俄罗斯、瑞典、乌克兰共有）
- 劳马古城（文，1991年）
- 芬兰堡要塞（文，1991年）
- 佩泰耶韦西老教堂（文，1994年）
- 韦尔拉磨木纸板厂（文，1996年）
- 桑马尔拉赫登迈基青铜时代墓地遗址（文，1999年）
- 斯特鲁维测地弧（文，2005年，与白俄罗斯、爱沙尼亚、拉脱维亚、立陶宛、挪威、摩尔多瓦、俄罗斯、瑞典、乌克兰共有）

1项自然遗产
（其中1项与瑞典共有）
- 克瓦尔肯群岛／高海岸（自，2000年，2006年）

## 法國（54项）
45项文化遗产
（其中2项与比利时共有，1项与瑞士、奥地利、德国、意大利、斯洛文尼亚共有，1项与日本、瑞士、比利时、德国、阿根廷、印度共有）
- 聖米歇爾山及其海湾（文，1979年）
- 沙特尔主教座堂（文，1979年）
- 凡尔赛的宫殿和园林（文，1979年）
- 韦兹莱，教堂和山丘（文，1979年）
- 韦泽尔谷的史前遗址和装饰洞群（文，1979年）
- 枫丹白露的宫殿和园林（文，1981年）
- 亚眠主教座堂（文，1981年）
- 奥朗日的古罗马剧场及其周边和凯旋门（文，1981年）
- 阿尔勒的古罗马和罗曼式古蹟（文，1981年）
- 丰特莱的熙笃会隐修院（文，1981年）
- 從薩蘭萊班的大製鹽廠（法语：Salines de Salins-les-Bains）到阿爾克-塞南的皇家鹽場，敞鍋鹽的製造（文，1982年）
- 南锡的斯坦尼斯拉斯广场、卡里埃尔广场和阿利扬斯广场（文，1983年）
- 加尔唐普河畔圣萨万的隐修院教堂（文，1983年）
- 加尔桥（古罗马输水道）（文，1985年）
- 斯特拉斯堡：大岛和新城（文，1988年，2017年）
- 巴黎塞納河畔（文，1991年）
- 兰斯的圣母主教座堂，原圣勒弥爵隐修院和塔乌宫（文，1991年）
- 布尔日主教座堂（文，1992年）
- 阿维尼翁历史中心：教宗宫、主教建筑集合体和阿维尼翁桥（文，1995年）
- 米迪运河（文，1996年）
- 卡尔卡松历史设防城（文，1997年）
- 法国的圣地亚哥-德孔波斯特拉之路（文，1998年）
- 里昂历史遗迹（文，1998年）
- 圣埃美隆裁判管辖区（法语：Juridiction_de_Saint-Émilion）（文，1999年）
- 比利时和法国的钟楼（文，1999年，2005年）
- 叙利到沙洛讷间的卢瓦尔河流域（文，2000年）
- 普罗万，中世纪集镇（文，2001年）
- 勒阿弗尔，奥古斯特·佩雷重建之城（文，2005年）
- 波尔多，月亮港（文，2007年）
- 沃邦防御工事（文，2008年）
- 阿尔比主教城（文，2010年）
- 阿尔卑斯地区史前湖岸木桩建筑（文，2011年，与瑞士、奥地利、德国、意大利、斯洛文尼亚共有）
- 喀斯和塞文-地中海農牧文化景觀（法语：Les Causses et les Cévennes）（文，2011年）
- 北部-加萊海峽的採礦盆地（法语：Bassin minier du Nord-Pas-de-Calais）（文，2012年）
- 阿尔代什省的肖维-蓬达尔克洞穴（文，2014年）
- 香槟的坡地葡萄园、酒庄和酒窖（文，2015年）
- 勃艮第葡萄园的风土（文，2015年）
- 勒·柯布西耶的建筑作品（文，2016年，与日本、瑞士、比利时、德国、阿根廷、印度共有）
- 塔普塔普阿泰（文，2017年，位于法属波利尼西亚赖阿特阿岛）
- 欧洲温泉疗养胜地（文，2021年，与英国、德国、意大利、奥地利、捷克、比利时共有）
- 科尔杜昂灯塔（文，2021年）
- 尼斯，里维埃拉冬季度假城市（文，2021年）
- 尼姆方形神殿（文，2023年）
- 第一次世界大战（西线）的墓葬和纪念遗址（文，2023年，与比利时共有）
- 卡纳克和莫尔比昂海岸的巨石（文，2025年）

7项自然遗产
（其中一项与英国、德国、意大利、奥地利、捷克、比利时共有，一项与阿尔巴尼亚等18国共有）
- 波尔托湾：皮亚纳的窄峡湾（法语：Calanques de Piana）、基罗拉塔湾（法语：Golfe de Girolata）、斯康多拉保護區（自，1983年）
- 新喀里多尼亚潟湖：礁石多样性和相关生态系统（自，2008年，位于新喀里多尼亞）
- 留尼汪的火山、冰斗和峭壁（法语：Pitons, cirques et remparts de l'île de La Réunion）（自，2010年）
- 多姆山链-利马涅断层构造区（自，2018年）
- 法属南部领地和领海（自，2019年）
- 喀尔巴阡山脉及欧洲其它地区的古代和原始山毛榉林（自，2021年，与阿尔巴尼亚等18国共有）
- 培雷山的火山森林与马提尼克岛北部的岩峰（英语：Carbet Mountains）（自，2023年）

2项双重遗产
（其中1项与西班牙共有）
- 比利牛斯-佩尔迪多山（自文，1997年，1999年，与西班牙共有）
- 人类之地——马克萨斯群岛（自文，2024年）

## （4项）
3项文化遗产
- 姆茨赫塔的历史古迹群（文，1994年）
- 格拉特修道院（文，1994年）
- 上斯瓦内蒂（文，1996年）

1项自然遗产
- 科尔基斯雨林及湿地（自，2021年）

## 德国（55项）
52项文化遗产
（其中1项与英国共有，1项与波兰共有，1项与荷兰共有，1项与捷克共有，1项与瑞士、奥地利、法国、意大利、斯洛文尼亚共有，1项与法国、英国、意大利、奥地利、捷克、比利时共有，1项与丹麦、英国、美国共有）
- 亚琛主教座堂（文，1978年）
- 施佩耶尔主教座堂（文，1981年）
- 维尔茨堡宫及宫廷花园和广场（文，1981年）
- 维斯朝圣教堂（文，1983年）
- 布吕尔的奥古斯都堡城堡与猎趣园（文，1984年）
- 希尔德斯海姆的圣玛利亚主教座堂和圣米迦勒教堂（文，1985年）
- 特里尔的古罗马古蹟、圣伯多禄主教座堂和圣母教堂（文，1986年）
- 汉萨同盟城市吕贝克（文，1987年）
- 罗马帝国的边界（文，1987年，2005年）
- 波茨坦与柏林的宫殿与庭园（文，1990年，1992年，1999年）
- 洛尔施隐修院和老主教座堂（文，1991年）
- 拉默尔斯贝格矿，戈斯拉尔历史城镇和上哈尔茨王室水利工程（文，1992年，2010年）
- 班贝格城镇（文，1993年）
- 毛尔布龙修院群（文，1993年）
- 奎德林堡的协同教堂、城堡和老城镇（文，1994年）
- 弗爾克林根鋼鐵廠（文，1994年）
- 科隆主教座堂（文，1996年）
- 魏玛、德绍和贝尔瑙的包豪斯建筑及其遗址（文，1996年）
- 艾斯莱本和维滕贝格的路德纪念馆建筑群 （文，1996年）
- 古典魏玛（文，1998年）
- 柏林的博物馆岛（文，1999年）
- 瓦尔特堡城堡（文，1999年）
- 德紹-沃利茨園林王國（文，2000年）
- 修道院之岛赖兴瑙（文，2000年）
- 埃森的关税同盟煤矿工业建筑群（文，2001年）
- 施特拉尔松德和维斯马的历史中心（文，2002年）
- 莱茵河中上游河谷（文，2002年）
- 不来梅市政厅和罗兰雕像（文，2004年）
- 巴德穆斯考园林（文，2004年，与波兰共有）
- 雷根斯堡老城及施达特阿姆霍夫城区（文，2006年）
- 柏林现代住宅群落（文，2008年）
- 德国法古斯工厂（文，2011年）
- 阿尔卑斯地区史前湖岸木桩建筑（文，2011年，与瑞士、奥地利、法国、意大利、斯洛文尼亚共有）
- 拜罗伊特的侯爵歌剧院（文，2012年）
- 威海姆苏赫山地公园（文，2013年）
- 卡洛林时期面西建筑和科尔维城（文，2014年）
- 仓库城和办公区以及智利大樓（文，2015年）
- 勒·柯布西耶的建筑作品（文，2016年，与法国、瑞士、比利时、日本、阿根廷、印度共有）
- 位于施瓦本侏罗山的冰河时期最古老的艺术洞穴（文，2017年）
- 赫德比边境古景观及土墙（文，2018年）
- 瑙姆堡大教堂（文，2018年）
- 厄尔士/克鲁什内山脉矿区（文，2019年，与捷克共有）
- 奥格斯堡水利管理系统（文，2019年）
- 欧洲温泉疗养胜地（文，2021年，与法国、英国、意大利、奥地利、捷克、比利时共有）
- 达姆施塔特的玛蒂尔德高地（文，2021年）
- 罗马帝国边境--下日耳曼界墙（文，2021年，与荷兰共有）
- 施派尔、沃尔姆斯和美因茨的犹太社区遗址（文，2021年）
- 埃尔福特的犹太中世纪遗产（文，2023年）
- 摩拉维亚居留区（文，2024年，与丹麦、英国、美国共有）
- 什未林住宅区（文，2024年）
- 巴伐利亚国王路德维希二世的宫殿：新天鹅堡、林德霍夫宫、夏亨宫和海伦基姆湖宫（文，2025年）

3项自然遗产
（其中1项由18国共有，1项与荷兰、丹麦共有）
- 梅塞尔坑化石遗址（自，1995年）
- 瓦登海（自，2009年，2014年。与荷兰、丹麦共有）
- 喀尔巴阡山脉及欧洲其他地区的原始山毛榉林（自，2011年，2017年、2021年两次扩展，由18国共有）

1项被除名
- 德累斯顿易北河谷（2004年登录，2009年除名）

## 希腊（20项）
18项文化遗产
- 巴赛的阿波罗·伊壁鸠鲁神庙（文，1986年）
- 德尔斐的考古地点（文，1987年）
- 雅典衛城（文，1987年）
- 塞薩洛尼基的古基督教和拜占庭遺址（文，1988年）
- 埃皮达鲁斯的阿斯克勒庇俄斯圣所（文，1988年）
- 罗得中世纪旧城（文，1988年）
- 米斯特拉斯考古遗址（文，1989年）
- 奥林匹亚考古遗址（文，1989年）
- 提洛岛（文，1990年）
- 达夫尼修道院、俄西俄斯羅卡斯修道院和希俄斯新修道院（文，1990年）
- 萨摩斯岛的毕达哥利翁和赫拉神庙（文，1992年）
- 艾加伊城考古遗址（今韦尔吉纳）（文，1996年）
- 迈锡尼和梯林斯的考古遗址（文，1999年）
- 帕特莫斯岛的历史中心，圣约翰修道院和天启洞（文，1999年）
- 科孚老城镇（文，2007年）
- 腓立比考古遗址（文，2016年）
- 扎戈里文化景观（文，2023年）
- 米诺斯宫殿中心（文，2025年）

2项双重遗产
- 阿索斯山（自文，1988年）
- 迈泰奥拉（自文，1988年）

## 梵蒂冈（2项）
2项文化遗产
（其中1项与意大利共有）
- 罗马历史中心，享受治外法权的罗马教廷建筑和城外圣保禄大殿（文，1980年，1990年）：意大利的罗马历史中心（1980年）-圣座的享受治外法权的罗马教廷建筑和城外圣保禄大殿（1990年，与意大利共有）
- 梵蒂冈城（文，1984年）

## 匈牙利（8项）
7项文化遗产
（1项与奥地利共有）
- 布达佩斯，包括多瑙河两岸、布达城堡区和安德拉什大街（文，1987年，2002年）：布达佩斯，多瑙河两岸和布达城堡区（1987年）-安德拉什大街和地铁（2002年）
- 霍洛克古村落及其周边（文，1987年）
- 潘諾恩哈爾姆千年修道院及其自然环境（文，1996年）
- 霍尔托巴吉国家公园—大平原（文，1999年）
- 佩奇的早期基督教陵墓（索皮阿瑙埃）（法语：Nécropole_paléochrétienne_de_Pécs）（文，2000年）
- 费尔特湖／新锡德尔湖文化景观（文，2001年，与奥地利共有）
- 托卡伊葡萄酒產地歷史文化景觀（文，2002年）

1项自然遗产
（其中1项与斯洛伐克共有）
- 奥格泰莱克的喀斯特岩洞群和斯洛伐克的喀斯特地貌（自，1995年，2000年，与斯洛伐克共有）

## 冰島（3项）
1项文化遗产
- 辛格韦德利国家公园（文，2004年）

2項自然遺產
- 敘爾特塞島（自，2008年）
- 瓦特纳冰川国家公园——火与冰的动态（自，2019年）

## 爱尔兰（2项）
2项文化遗产
- 博恩河河曲考古遗址群（文，1993年）
- 斯凯利格·迈克尔岛（文，1996年）

## 以色列（9项）
9项文化遗产
- 马萨达（文，2001年）
- 阿卡古城（文，2001年）
- 特拉维夫白城（文，2003年）
- 圣经废丘—米吉多、夏琐和别是巴（文，2005年）
- 香料之路—內盖夫的沙漠城市群（文，2005年）
- 海法和西加利利的巴哈伊圣地（文，2008年）
- 迦密山人类进化遗址：梅尔瓦特河/瓦迪·艾玛哈尔洞穴群（文，2012年）
- 犹大低地的马沙-巴塔·古夫林（英语：Beit Guvrin National Park）洞穴，洞穴之乡的缩影（文，2014年）
- 貝特沙瑞姆大型公墓（英语：Beit She'arim National Park）：犹太人复兴地标（文，2015年）

## 義大利（61项）
55项文化遗产
（其中1项与圣座共有，1项与瑞士共有，1项与瑞士、奥地利、法国、德国、斯洛文尼亚共有，一项与法国、德国、英国、奥地利、捷克、比利时共有）
- 梵尔卡莫尼卡谷地岩画 （文，1979年）
- 绘有达•芬奇《最后的晚餐》的圣玛丽亚感恩教堂和多明各会修道院（文，1980年）
- 罗马历史中心，享受治外法权的罗马教廷建筑和城外圣保禄大殿（文，1980年，1990年）
- 佛罗伦萨历史中心（文，1982年）
- 比萨主教座堂广场（文，1987年）
- 威尼斯及其潟湖（文，1987年）
- 圣吉米尼亚诺历史中心（文，1990年）
- 马泰拉的石窟民居和石头教堂花园（文，1993年）
- 維琴察城和威尼托的帕拉第奧式別墅（文，1994年，1996年）
- 阿达的克雷斯皮（文，1995年）
- 文艺复兴城市费拉拉城以及波河三角洲（意大利语：Delta_del_Po）（文，1995年，1999年）
- 那不勒斯历史中心（文，1995年）
- 锡耶纳历史中心（文，1995年）
- 蒙特城堡（文，1996年）
- 拉韦纳的早期基督教古蹟（文，1996年）
- 皮恩扎城历史中心（文，1996年）
- 阿尔贝罗贝洛的圆顶石屋（文，1996年）
- 卡塞塔的18世纪花园皇宫、萬維泰利水道橋和聖萊烏喬建築群（文，1997年）
- 阿格里真托考古区（文，1997年）
- 庞贝、赫库兰尼姆和托雷安农齐亚塔的考古区（文，1997年）[註 1]
- 帕多瓦植物园（文，1997年）
- 摩德纳的主教座堂、市民塔和大广场（文，1997年）
- 阿马尔菲海岸（文，1997年）
- 韦内雷港、五村镇及其沿海群岛（帕尔玛利亚岛、提诺岛和提内托岛）（文，1997年）
- 萨伏依王室居所（文，1997年）
- 巴鲁米尼的努拉格（文，1997年）
- 卡萨尔的古罗马别墅（文，1997年）
- 阿奎萊亞古迹区及宗主教圣殿主教座堂（文，1998年）
- 奇倫托和迪亞諾河谷國家公園，帕埃斯图姆和韦利亚考古遗址，及帕杜拉的嘉都西會修院（文，1998年）
- 乌尔比诺历史中心（文，1998年）
- 哈德良别墅（蒂沃利）（文，1999年）
- 阿西西古镇的圣方济各修道院和其他方济各会地点（文，2000年）
- 维罗纳城（文，2000年）
- 蒂沃利的伊斯特别墅（文，2001年）
- 诺托壁垒的晚期巴洛克城镇（东南西西里）（文，2002年）
- 皮埃蒙特和伦巴第的圣山（文，2003年）
- 切尔韦泰里和塔尔奎尼亚的伊特鲁里亚坟场群（文，2004年）
- 奥尔恰谷（文，2004年）
- 锡拉库萨和潘塔立克石坟场（文，2005年）
- 热那亚：新街和罗利宫殿体系（文，2006年）
- 阿尔布拉／贝尔尼纳景观中的雷塔恩铁路（文，2008年，与瑞士共有）
- 曼托瓦和萨比奥内塔（文，2008年）
- 意大利伦巴第人遗址（文，2011年）
- 阿尔卑斯地区史前湖岸木桩建筑（文，2011年，与瑞士、奥地利、法国、德国、斯洛文尼亚共有）
- 托斯卡纳地区的梅第奇别墅和花园（文，2013年）
- 皮埃蒙特的葡萄园景观:朗格罗埃洛和蒙菲拉托（文，2014年）
- 阿拉伯-诺曼风格的帕勒莫以及切法卢和蒙雷阿莱的主教座堂（文，2015年）
- 15至17世纪威尼斯共和国的防御工事（文，2017年，与克羅埃西亞、蒙特內哥羅共有）
- 20世纪工业城市伊夫雷亚（文，2018年）
- 科内利亚诺和瓦尔多比亚德内的普罗赛柯产地（文，2019年）
- 欧洲温泉疗养胜地（文，2021年，与法国、德国、英国、奥地利、捷克、比利时共有）
- 绘画之都帕多瓦，乔托的斯克洛维尼礼拜堂及帕多瓦14世纪壁画群（文，2021年）
- 博洛尼亚的拱廊（文，2021年）
- 阿庇亚道：道路女王（文，2024年）
- 撒丁岛史前时期的丧葬传统——仙灵之屋（英语：Domus de Janas）（文，2025年）

6项自然遗产
（其中1项与瑞士共有，1项由18国共有）
- 埃奥利群岛（自，2000年）
- 圣乔治山（自，2003年，2010年，与瑞士共有）
- 多洛米蒂山脉（自，2009年）
- 埃特纳山（自，2013年）
- 喀爾巴阡山脈及欧洲其他地区的原始山毛櫸林（自，2017年，2021年扩展，由18国共有）
- 北亚平宁喀斯特及蒸发岩洞穴（自，2023年）

## 拉脫維亞（2项）
3项文化遗产
（其中1项与白俄罗斯、爱沙尼亚、芬兰、立陶宛、挪威、摩尔多瓦、俄罗斯、瑞典、乌克兰共有）
- 里加历史中心（文，1997年）
- 斯特鲁维测地弧（文，2005年，与白俄罗斯、爱沙尼亚、芬兰、立陶宛、挪威、摩尔多瓦、俄罗斯、瑞典、乌克兰共有）
- 库尔迪加古城（文，2023年）

## 立陶宛（5项）
5项文化遗产
（其中1项与俄罗斯共有，1项与白俄罗斯、爱沙尼亚、芬兰、拉脱维亚、挪威、摩尔多瓦、俄罗斯、瑞典、乌克兰共有）
- 维尔纽斯历史中心（文，1994年）
- 库尔斯沙嘴（文，2000年，与俄罗斯共有）
- 柯纳维考古地点（柯纳维文化保护区）（文，2004年）
- 斯特鲁维测地弧（文，2005年，与白俄罗斯、爱沙尼亚、芬兰、拉脱维亚、挪威、摩尔多瓦、俄罗斯、瑞典、乌克兰共有）
- 现代主义考纳斯：乐观主义建筑，1919-1939（文，2023年）

## 盧森堡（1项）
1项文化遗产
- 卢森堡市、要塞及老城区（文，1994年）

## 北馬其頓（1项）
1项双重遗产
- 奥赫里德地区的自然和文化遗产（自文，1979年，1980年）

## 馬爾他（3项）
3项文化遗产
- 瓦莱塔古城（文，1980年）
- 哈尔·萨夫列尼地下宫殿（文，1980年）
- 马耳他巨石庙（英语：Megalithic Temples of Malta）（文，1980年，1992年）：杰刚梯亚的神庙群（2座，1980年）-马耳他岛和戈佐岛的5座史前神庙（1992年）

## 摩尔多瓦（1项）
1项文化遗产
（与白俄罗斯、爱沙尼亚、芬兰、拉脱维亚、立陶宛、挪威、俄罗斯、瑞典、乌克兰共有）。
- 斯特鲁维测地弧（文，2005年，与白俄罗斯、爱沙尼亚、芬兰、拉脱维亚、立陶宛、挪威、俄罗斯、瑞典、乌克兰共有）

## 蒙特內哥羅（4项）
3项文化遗产
（其中1項與波斯尼亞和黑塞哥維那、克羅地亞、塞尔维亚共有，1项与克羅地亞、意大利共有）。
- 科托尔的自然和文化历史区（文，1979年）
- 斯特茨奇中世紀墓葬群（文，2016年，與波斯尼亞和黑塞哥維那、克羅地亞、塞尔维亚共有）
- 15至17世纪威尼斯共和国的防御工事（文，2017年，与克羅地亞、意大利共有）

1项自然遗产
- 杜米托尔国家公园（自，1980年，2005年）

注：科托尔的自然和文化历史区和杜米托尔国家公园为前南斯拉夫时期申报，黑山独立后亦已重新加入世界遗产公约，並於2006年6月3日获得确认。

## 荷蘭（13项）
12项文化遗产
（其中1项与比利时共有，1项与德国共有）。
- 斯霍克兰及周围地区（文，1995年）
- 荷兰水防线（文，1996年，2021年扩展）
- 库拉索的威廉斯塔德、内城和港口历史区（文，1997年，位于属地库拉索）
- 小孩堤防-埃尔斯豪特风车群（文，1997年）
- 沃达蒸汽泵站（文，1998年）
- 贝姆斯特尔圩田（文，1999年）
- 里特费尔德的施罗德住宅（文，2000年）
- 辛厄尔运河内侧的阿姆斯特丹十七世纪运河环形区域（文，2010年）
- 范内勒工厂（文，2014年）
- 慈善定居点（文，2021年，与比利时共有）
- 罗马帝国边境--下日耳曼界墙（文，2021年，与德国共有）
- 埃塞·艾新加天文馆（英语：Eise Eisinga Planetarium）（文，2023年）

1项自然遗产
（其中1项与丹麦、德国共有）
- 瓦登海（自，2009年，2014年扩展，与丹麦、德国共有）

## 挪威（8项）
7项文化遗产
（其中1项与白俄罗斯、爱沙尼亚、芬兰、拉脱维亚、立陶宛、摩尔多瓦、俄罗斯、瑞典、乌克兰共有）
- 布吕根（文，1979年）
- 奥尔内斯木构教堂（文，1979年）
- 勒罗斯矿城及周边地区（文，1980年，2010年）：勒罗斯矿城（1980年），勒罗斯周边地区（2010年）
- 阿尔塔岩画（文，1985年）
- 维加群岛（文，2004年）
- 斯特鲁维测地弧（文，2005年，与白俄罗斯、爱沙尼亚、芬兰、拉脱维亚、立陶宛、摩尔多瓦、俄罗斯、瑞典、乌克兰共有）
- 留坎-诺托登工业遗址（文，2015年）

1项自然遗产
- 西挪威峡湾群-盖朗厄尔峡湾和纳柔依峡湾（自，2005年）

## 波蘭（17项）
15项文化遗产
（其中1项与德国共有，1项与乌克兰共有）
- 克拉科夫历史中心（文，1978年）
- 维利奇卡和博赫尼亚（英语：Bochnia Salt Mine）皇家盐矿（文，1978年,2013年）
- 奥斯威辛-比克瑙：德国纳粹集中和灭绝营（1940-1945）（文，1979年）
- 华沙历史中心（文，1980年）
- 扎莫希奇古城（英语：Old City of Zamość）（文，1992年）
- 马尔堡的条顿骑士团城堡（文，1997年）
- 托伦的中世纪城镇（文，1997年）
- 卡瓦利－澤布日多夫斯津：風格主義建築、園林景觀建築群和朝聖園（英语：Kalwaria Zebrzydowska park）（文，1999年）
- 亚沃尔和希维德尼察的和平教堂（文，2001年）
- 南部小波兰的木教堂群（文，2003年）
- 马斯科夫公园／马扎科夫斯基公园（文，2004年，与德国共有）
- 弗罗茨瓦夫的百年厅（文，2006年）
- 喀尔巴阡地区木质教堂 （文，2013年，与乌克兰共有）
- 塔尔诺夫斯克山铅银锌矿（英语：Historic Silver Mine in Tarnowskie Góry）（文，2017年）
- 科舍米翁奇（英语：Krzemionki）的史前条纹燧石矿区（文，2019年）

2项自然遗产
（其中1项与白俄罗斯共有，1项由18国共有）
- 别洛韦日斯卡亚原始森林／比亚沃维耶扎森林（自，1979年，1992年）：波兰的比亚沃维耶扎森林（1979年）-白俄罗斯的别洛韦日斯卡亚原始森林（1992年，与白俄罗斯共有）
- 喀爾巴阡山脈及欧洲其他地区的原始山毛櫸林（自，2021年，由18国共有）

## 葡萄牙（17项）
16项文化遗产
- 亚速尔群岛英雄港的城镇中心区（文，1983年，位于亚速尔自治区）
- 托马尔的基督会院（文，1983年）
- 巴塔利亚修道院（文，1983年）
- 里斯本的哲罗姆派修道院和贝伦塔（文，1983年）
- 埃武拉历史中心（文，1986年）
- 阿尔科巴萨修道院（文，1989年）
- 辛特拉文化景观（文，1995年）
- 波尔图历史中心（文，1996年）
- 科阿谷和席尔加·维德的史前岩石艺术遗址（文，1998年，2010年，与西班牙共有）：葡萄牙的科阿峡谷史前岩石艺术遗址（1998年），西班牙的席尔加•维德岩史前岩石艺术遗址（西班牙语：Siega_Verde）（2010年）
- 上杜羅葡萄酒產區（文，2001年）
- 吉马良斯历史中心与库鲁斯区（文，2001年，2023年）：吉马良斯历史中心（2001年），库鲁斯区（2023年）
- 皮库岛葡萄园文化的景观（文，2004年，位于亚速尔自治区）
- 待駐防的邊境城鎮埃爾瓦什及其駐防工事（文，2012年）
- 科英布拉大學（文，2013年）
- 布拉加山上仁慈耶稣朝圣所（文，2019年）
- 马夫拉皇室建筑-宫殿、大教堂、修道院、塞尔科花园及塔帕达狩猎公园（英语：Tapada Nacional de Mafra）（文，2019年）

1项自然遗产
- 马德拉月桂树公园（西班牙语：Laurisilva de Madeira）（自，1999年，位于马德拉自治区）

## 羅馬尼亞（11项）
9项文化遗产
- 北摩尔达维亚的彩色教堂群（文，1993年，2010年）：
- 霍雷祖修道院（文，1993年）
- 特兰西瓦尼亚村落及其设防的教堂（英语：Villages with Fortified Churches in Transylvania）（文，1993年，1999年）
- 奥勒什蒂耶山脉的达契亚要塞群（文，1999年）
- 锡吉什瓦拉历史中心（文，1999年）
- 马拉穆列什的木教堂群（文，1999年）
- 罗西亚蒙大拿矿业景观（文，2021年）
- 罗马帝国的边疆——达契亚（文，2024年）
- 特尔古日乌的布朗库西组雕（文，2024年）

2项自然遗产
（1項由18国共有）
- 多瑙河三角洲（自，1991年）
- 喀爾巴阡山脈原始山毛櫸森林和欧洲其他地区古山毛櫸森林（自，2017年，2021年扩展，由18国共有）

## 俄羅斯（33项）
21项文化遗产
（其中1项与立陶宛共有，1项与白俄罗斯、爱沙尼亚、芬兰、拉脱维亚、立陶宛、挪威、摩尔多瓦、瑞典、乌克兰共有）
- 聖彼得堡歷史中心及其相關古蹟群（文，1990年）
- 基日岛珀构斯特（文，1990年）[註 2]
- 莫斯科的克里姆林宫和红场（文，1990年）
- 索洛韦茨基群岛的历史建筑群（文，1992年）
- 諾夫哥羅德及其周圍的歷史古蹟（文，1992年）
- 弗拉基米爾和蘇茲達爾的白色古蹟群（文，1992年）
- 谢尔吉耶夫镇的圣三一谢尔盖拉夫拉建筑集合体（文，1993年）[註 3]
- 科罗缅斯克的耶稣升天教堂（文，1994年）
- 库尔斯沙嘴（文，2000年，与立陶宛共有）
- 喀山克里姆林的历史和建筑群（文，2000年）
- 费拉邦多夫修道院遗址群（文，2000年）
- 杰尔宾特的城塞、古城和要塞建筑（文，2003年）
- 新圣母会院建筑集合体（文，2004年）
- 雅罗斯拉夫尔城历史中心（文，2005年）
- 斯特鲁维测地弧（文，2005年，与白俄罗斯、爱沙尼亚、芬兰、拉脱维亚、立陶宛、挪威、摩尔多瓦、瑞典、乌克兰共有）
- 鞑靼斯坦博尔格尔历史和考古遗址(保加尔市)（文，2014年）
- 斯维亚日斯克岛圣母升天大教堂与修道院（文，2017年）
- 普斯科夫建筑學派的教堂群（俄语：Храмы_псковской_архитектурной_школы）（文，2019年）
- 奥涅加湖和白海的岩刻（文，2021年）
- 喀山联邦大学天文台（文，2023年）
- 克洛泽罗湖文化景观（文，2024年）
- 舒利根塔什洞穴岩画（文，2025年）

11项自然遗产
（其中2项与蒙古共有）
- 科米原始森林（自，1995年）
- 贝加尔湖（自，1996年）
- 堪察加火山群（自，1996年，扩大2001年）
- 阿尔泰金山（自，1998年）
- 西高加索（自，1999年）
- 中锡霍特山脉（自，2001年，扩大2018年）
- 乌布苏盆地（自，2003年，与蒙古共有）
- 弗兰格尔岛保护区的自然系统（自，2004年）
- 普托拉纳高原（自，2010年）
- 勒那河柱状岩自然公园（自，2012年）
- 达斡里亚自然景观（自，2017年，与蒙古共有）

## 圣马力诺（1项）
1项文化遗产
- 聖馬力諾歷史中心和提塔諾山（文，2008年）

## 塞爾維亞（6项）
5项文化遗产
（其中1項與波斯尼亞和黑塞哥維那、克羅地亞、蒙特內哥羅共有）
- 斯塔里拉斯和索潑查尼修道院（文，1979年）
- 斯图代尼察修道院（文，1986年）
- 科索沃中世纪古蹟群（文，2004年，2006年，位于科索沃和梅托希亚自治省）
- 加姆济格勒-罗慕利亚纳，加莱里乌斯宫（文，2007年）
- 斯特茨奇中世紀墓葬群（文，2016年，與波斯尼亞和黑塞哥維那、克羅地亞、蒙特內哥羅共有）

## 斯洛伐克（8项）
5项文化遗产
（1项与德國和奧地利共有）
- 历史名城班斯卡-什佳夫尼察及其工程建筑区（文，1993年）
- 萊沃恰、斯皮什城堡及相關文化古蹟群（文，1993年）
- 弗尔科利内茨（文，1993年）
- 巴尔代约夫城镇保护区（文，2000年）
- 喀尔巴阡山区斯洛伐克部分的木教堂群（文，2008年）
- 羅馬帝國邊境——多瑙河西段界牆（英语：Danubian Limes）（文，2021年）

2项自然遗产
（其中1项与匈牙利共有，1項由18国共有）
- 奥格泰莱克的喀斯特岩洞群和斯洛伐克的喀斯特地貌（自，1995年，2000年，与匈牙利共有）
- 喀爾巴阡山脈原始山毛櫸森林和欧洲其他地区古山毛櫸森林（自，2007年，2011年、2017年、2021年三次扩展，由18国共有）

## 斯洛維尼亞（5项）
3项文化遗产
（其中1项与瑞士、奥地利、法国、德国、意大利共有，1项与西班牙共有）
- 阿尔卑斯地区史前湖岸木桩建筑（文，2011年，与瑞士、奥地利、法国、德国、意大利共有）
- 水银的遗产：阿尔马登和伊德里亚（文，2012年，与西班牙共有）
- 卢布尔雅那的约热·普列赤涅克作品——以人为本的城市设计（文，2021年）

2项自然遗产
（其中1項由20国共有）
- 什科茨揚溶洞（自，1986年）
- 喀爾巴阡山脈及欧洲其他地区的原始山毛櫸林（自，2017年，2021年扩展，由20国共有）

## 西班牙（50项）
43项文化遗产
（1项与葡萄牙共有）
- 格拉纳达的阿尔罕布拉宫、赫内拉利费宫和阿尔拜辛（文，1984年，1994年）
- 布尔戈斯主教座堂（文，1984年）
- 科尔多瓦历史中心（文，1984年，1994年）
- 马德里省的埃斯科里亚尔的修道院和遗址（文，1984年）
- 安东尼•高迪的建筑作品（文，1984年，2005年）：桂尔公园、桂尔宫和米拉住宅（1984年）-维森斯住宅、圣家堂的诞生立面及地下室、巴特略住宅和桂尔居住区教堂地下室（2005年）
- 阿爾塔米拉洞和西班牙北部舊石器時期洞窟岩画：阿尔塔米拉洞（文，1985年），西班牙北部旧石器时期洞窟岩画：（文，2008年）
- 奥维耶多和阿斯图里亚斯王国的古建筑（文，1985年，1998年）
- 阿维拉古城及城外教堂（文，1985年）
- 塞哥维亚古城及其输水道（文，1985年）
- 圣地亚哥–德孔波斯特拉古城（文，1985年）
- 历史名城托莱多（文，1986年）
- 阿拉贡的穆德哈尔式建筑（文，1986年，2001年）
- 卡塞雷斯古城（文，1986年）
- 塞维利亚的主教座堂、王宫和西印度群岛档案馆（文，1987年）
- 萨拉曼卡古城（文，1988年）
- 波夫莱特修道院（文，1991年）
- 梅里达的考古遗址群（文，1993年）
- 圣地亚哥-德孔波斯特拉之路（文，1993年）
- 瓜达卢佩的圣玛利皇家修道院（文，1993年）
- 城墙围绕的历史名城昆卡（文，1996年）
- 瓦倫西亞絲綢交易廳（文，1996年）
- 拉斯梅德拉斯（文，1997年）
- 圣米兰的尤索和素索修道院（文，1997年）
- 巴塞罗那的加泰罗尼亚音乐宫和圣保罗医院（文，1997年）
- 伊比利亚半岛地中海盆地的石壁画艺术（文，1998年）
- 埃纳雷斯堡大学城及历史区（文，1998年）
- 科阿谷和席尔加·维德的史前岩石艺术遗址（文，1998年，2010年，与葡萄牙共有）：葡萄牙的科阿峡谷史前岩石艺术遗址（1998年），西班牙的席尔加•维德岩史前岩石艺术遗址（西班牙语：Siega_Verde）（2010年）
- 圣克里斯托瓦尔-德拉拉古纳（文，1999年，位于加那利群岛）
- 塔拉科考古遗址（文，2000年）
- 阿塔普埃尔卡考古遗址（文，2000年）
- 博伊谷地的罗马式教堂建筑（文，2000年）
- 埃尔切的棕榈林（文，2000年）
- 卢戈的古罗马城墙（文，2000年）
- 阿兰胡埃斯文化景观（文，2001年）
- 乌韦达和巴埃萨的文艺复兴古蹟集合体（文，2003年）
- 比斯开桥（文，2006年）
- 埃库莱斯塔（文，2009年）
- 特拉蒙塔那山区文化景观（文，2011年）
- 水银的遗产：阿尔马登和伊德里亚（文，2012年，与斯洛維尼亞共有）
- 安特克拉支石墓遗址（文，2016年）
- 哈里发的阿尔扎哈拉古城（文，2018年）
- 大加那利岛文化景观：里斯科卡伊多考古和圣山（文，2019年）
- 普拉多大道和丽池公园，艺术与科学的景观之地（文，2021年）
- 梅诺卡岛的塔拉约提克史前遗址（文，2023年）

5项自然遗产
（其中1项由18国共有）
- 加拉霍奈国家公园（自，1986年，位于加那利群岛）
- 多尼亚纳国家公园（自，1994年）
- 泰德国家公园（自，2007年）
- 喀尔巴阡山脉与欧洲其他地区的原始山毛榉林（自，2017年，2021年扩展，由18国共有）

2项双重遗产
（其中1项与法国共有）
- 比利牛斯-佩尔迪多山（自文，1997年，1999年，与法国共有）
- 伊维萨岛的生物多样性和特有文化（自文，1999年）

## 瑞典（15项）
13项文化遗产（其中1项与白俄罗斯、爱沙尼亚、芬兰、拉脱维亚、立陶宛、挪威、摩尔多瓦、俄罗斯、乌克兰共有）
- 卓宁霍姆王家领地（文，1991年）
- 比尔卡和霍高尔登（文，1993年）
- 恩厄尔斯贝里铁工厂（文，1993年）
- 塔努姆岩刻群（文，1994年）
- 林地公墓（文，1994年）
- 汉萨同盟城市维斯比（文，1995年）
- 吕勒奥的加默尔斯塔德教堂村（文，1996年）
- 卡尔斯克鲁纳军港（文，1998年）
- 厄蘭島南部農業景觀（文，2000年）
- 法伦的大铜山矿区（文，2001年）
- 瓦尔贝里广播电台（文，2004年）
- 斯特鲁维测地弧（文，2005年，与白俄罗斯、爱沙尼亚、芬兰、拉脱维亚、立陶宛、挪威、摩尔多瓦、俄罗斯、乌克兰共有）
- 赫爾辛蘭帶裝飾的農舍（文，2012年）

1项自然遗产
（与芬兰共有）
- 高海岸／克瓦尔肯群岛（自，2000年，2006年）：瑞典的高海岸（2000年）-芬兰的克瓦尔肯群岛（2006年，与芬兰共有）

1项双重遗产
- 拉普人居住区（自文，1996年）

## 瑞士（13项）
9项文化遗产
（其中1项与意大利共有，1项与奥地利、法国、德国、意大利、斯洛文尼亚共有，1项与法国、日本、比利时、德国、阿根廷、印度共有）
- 米施泰尔的本笃会圣约翰女修道院（文，1983年）
- 圣加仑修道院（文，1983年）
- 伯尔尼古城（文，1983年）
- 贝林佐纳三座要塞及防卫墙和集镇（文，2000年）
- 拉沃葡萄园梯田（文，2007年）
- 阿尔布拉／贝尔尼纳景观中的雷蒂亚铁路（文，2008年，与意大利共有）
- 拉绍德封／力洛克，制表业城镇规划（文，2009年）
- 阿尔卑斯地区史前湖岸木桩建筑（文，2011年，与奥地利、法国、德国、意大利、斯洛文尼亚共有）
- 勒·柯布西耶的建筑作品（文，2016年，与法国、日本、比利时、德国、阿根廷、印度共有）

4项自然遗产
（其中1项与意大利共有，1项由18国共有）
- 瑞士阿尔卑斯山少女峰-阿莱奇（自，2001年，2007年）
- 圣乔治山（自，2003年，2010年，与意大利共有）
- 萨多纳地质结构区（自，2008年）
- 喀爾巴阡山脈及欧洲其他地区的原始山毛櫸林（自，2021年，由18国共有）

## 土耳其（23項）
21項文化遺產
- 伊斯坦布爾歷史區（文，1985年）
- 迪夫里伊的大清真寺和医院（英语：Great Mosque and Hospital of Divriği）（文，1985年）
- 哈图沙：赫梯首都（文，1986年）
- 内姆鲁特山（文，1987年）
- 桑索斯和莱顿（英语：Letoon）（文，1988年）
- 萨夫兰博卢城（文，1994年）
- 特洛伊考古遗址（文，1998年）
- 塞利米耶清真寺（文，2011年）
- 加泰土丘的新石器時代遺址（文，2012年）
- 布尔萨和库马利吉兹克：奥斯曼帝国的诞生（文，2014年）
- 帕加马及其多层次文化景观（文，2014年）
- 迪亚巴克尔堡垒和赫夫塞尔花园文化景观（文，2015年）
- 以弗所（文，2015年）
- 阿尼的歷史古城（文，2016年）
- 阿芙洛蒂西亚斯（文，2017年）
- 哥贝克力石阵（文，2018年）
- 阿斯兰特佩土丘（文，2021年）
- 戈尔迪翁（英语：Gordion）（文，2023年）
- 带有木构梁柱的安纳托利亚中世纪清真寺（英语：Wooden Hypostyle Mosques of Medieval Anatolia）（文，2023年）
- 萨第斯与宾特佩（英语：Bin Tepe）的吕底亚古墓（文，2025年）

2項雙重遺產
- 格雷梅国家公园和卡帕多细亚的岩石景观（自文，1985年）
- 希拉波利斯和棉花堡（自文，1988年）

## 乌克兰（7项）
6项文化遗产
（其中1项与白俄罗斯、爱沙尼亚、芬兰、拉脱维亚、立陶宛、挪威、摩尔多瓦、俄罗斯、瑞典共有，1项与波兰共有）
- 基辅：圣索菲亚主教座堂及相关修道院建筑和基辅洞窟修道院（文，1990年）
- 利沃夫历史中心（文，1998年）
- 斯特鲁维测地弧（文，2005年，与白俄罗斯、爱沙尼亚、芬兰、拉脱维亚、立陶宛、挪威、摩尔多瓦、俄罗斯、瑞典共有）
- 布科維納與達爾馬提亞的城市民居（文，2011年）
- 喀爾巴阡地區木質教堂（文，2013年，与波兰共有）
- 陶瑞克-切森尼斯古城及其乔拉（文，2013年）
- 敖德萨历史中心（文，2023年）

1项自然遗产
（由18国共有）
- 喀爾巴阡山脈原始山毛櫸森林和欧洲其他地区古山毛櫸森林（自，2007年，2011年、2017年、2021年三次扩展，由18国共有）

## 英国（34项）
28项文化遗产
（其中1项与德国共有，1项与法国、德国、意大利、奥地利、捷克、比利时共有，1项与丹麦、德国、美国共有）
- 圭內斯郡愛德華國王的城堡和城牆（文，1986年，位于威尔士）
- 达勒姆城堡和座堂（文，1986年，位于英格兰）
- 铁桥峡谷（文，1986年，位于英格兰）
- 巨石阵、埃夫伯里及周围的巨石遗迹（文，1986年，位于英格兰）
- 斯塔德利皇家公园和喷泉修道院遗址（文，1986年，位于英格兰）
- 布萊尼姆宮（文，1987年，位于英格兰）
- 巴斯城（文，1987年，位于英格兰）
- 罗马帝国的边界（文，1987年，2005年）
- 威斯敏斯特宫、西敏寺和圣玛格丽特教堂（文，1987年，位于英格兰）
- 坎特伯雷座堂，圣奥古斯丁修道院，和圣马丁教堂（文，1988年，位于英格兰）
- 伦敦塔（文，1988年，位于英格兰）
- 爱丁堡的老城和新城（文，1995年，位于苏格兰）
- 格林威治海岸地区（文，1997年，位于英格兰）
- 新石器时代奥克尼的中心（文，1999年，位于苏格兰）
- 布莱纳文工业景观（文，2000年，位于威尔士）
- 百慕大圣乔治历史城镇及相关防御工事群（文，2000年，位于属地百慕大）
- 德文特河流域工场群（文，2001年，位于英格兰）
- 新拉纳克（文，2001年，位于苏格兰）
- 索尔泰尔（文，2001年，位于英格兰）
- 邱的王家植物园（文，2003年，位于英格兰）
- 康沃尔和西德文矿业景观（文，2006年，位于英格兰）
- 庞特基西斯特输水道及运河（文，2009年，位于威尔士）
- 福斯橋（文，2015年，位于苏格兰）
- 英格兰湖区（文，2017年，位于英格兰）
- 卓瑞尔河岸天文台（文，2019年，位于英格兰）
- 欧洲温泉疗养胜地（文，2021年，与法国、德国、意大利、奥地利、捷克、比利时共有）
- 威尔士西北部的板岩景观（文，2021年，位于威尔士）
- 摩拉维亚居留区（文，2024年，与丹麦、德国、美国共有）

5项自然遗产
- 巨人堤道及堤道海岸（自，1986年，位于北爱尔兰）
- 亨德森岛（自，1988年，位于属地皮特凯恩群岛）
- 戈夫岛和伊纳克塞瑟布尔岛（自，1995年，2004年，位于属地特里斯坦-达库尼亚）
- 多塞特和东德文海岸（自，2001年，位于英格兰）
- 弗罗湿地区（自，2024年，位于苏格兰）

1项双重遗产
- 聖基爾達島（自文，1986年，2004年，2005年，位于苏格兰）

1项被除名
- 利物浦-海商城市（2004年登錄，2021年除名，位于英格兰）

## 美国（25项）
12项文化遗产
（其中1项与丹麦、德国、英国共有）
- 梅萨维德国家公园（文，1978年）
- 独立大厅（文，1979年）
- 卡俄基亚土丘历史遗址（文，1982年）
- 波多黎各的古堡（英语：La Fortaleza）与圣胡安历史遗址（英语：San Juan National Historic Site） （文，1983年）（位于属地波多黎各）
- 自由女神像（文，1984年）
- 查科文化国家历史公园（文，1987年）
- 夏洛茨维尔的蒙蒂塞洛和弗吉尼亚大学（文，1987年）
- 陶斯印第安村（英语：Taos Pueblo）（文，1992年）
- 波弗蒂角纪念土冢（英语：Poverty Point）（文，2014年）
- 圣安东尼奥布道所（英语：San Antonio Missions National Historical Park）（文，2015年）
- 弗兰克·劳埃德·赖特的20世纪建筑作品（文，2019年）
- 霍普维尔仪式用土方（英语：Hopewell Ceremonial Earthworks）（文，2023年）
- 摩拉维亚居留区（文，2024年，与丹麦、德国、英国共有）

12项自然遗产
（其中2项与加拿大共有）
- 黄石国家公园（自，1978年）
- 克盧恩/弗蘭格爾-聖伊萊亞斯/冰川灣/塔琴希尼-阿爾塞克（自，1979年，1992年，1994年）（与加拿大共有）
- 大峡谷国家公园（自，1979年）
- 大沼澤地國家公園（自，1979年）
- 红木国家公园及州立公园（自，1980年）
- 猛犸洞国家公园（自，1981年）
- 奥林匹克国家公园（自，1981年）
- 大煙山國家公園（自，1983年）
- 優勝美地國家公園（自，1984年）
- 夏威夷火山国家公园（自，1987年）
- 沃特顿-冰川国际和平公园（自，1995年）（与加拿大共有）
- 卡尔斯巴德洞窟国家公园（自，1995年）

1项双重遗产
- 帕帕哈瑙莫夸基亚（自文，2010年）